# 平西街道
平西街道是中华人民共和国河南省信阳市平桥区下辖的一个街道办事处。

## 行政区划
平西街道下辖以下村级行政区划单位：
平西路社区、花园路社区、团结路社区、滨湖社区和金三角社区。